# Schabeglocke
Die Schabeglocke oder Kratzglocke, oft auch als Metzger-, Fleischer- oder Borstenglocke, in Österreich auch Sauglocke bezeichnet, ist ein Werkzeug, das in der Fleischherstellung zum Abschaben der Borsten und der obersten Hautschicht der Schwarte der geschlachteten Schweine genutzt wird. Vor dem Schaben wird die Schwarte mit Kolophonium bestreut und mit heißem Wasser übergossen, um das spätere Entfernen der Borsten zu erleichtern.
Die trichterförmigen Schabeglocken sind aus verzinktem oder rostfreiem Stahl und haben an der Spitze einen Haken. Die kreisförmige Unterkante der „Glocke“ ist scharf geschliffen. Der Haken des Instruments dient in erster Linie zum Abziehen der Hornteile (Klauen) der Schweinepfoten, ferner auch zum Einhängen des Werkzeuges an der Gürtelöse des Fleischers.
In modernen Großschlachtbetrieben geschieht das Entborsten in Öfen. Die Schabeglocke kommt dort nur noch bei der manuellen Nachentborstung zum Einsatz.